# Native
Native (en català: Nadiu), és el tercer àlbum d'estudi banda de rock alternatiu OneRepublic. Va ser llançat el 22 de març del 2013 pel segell Interscope Records. Va debutar en el número 4 del Billboard 200 convertint-se a ficar el seu primer àlbum al top 10 dels Estats Units venent la seva primera setmana al voltant de 60 000 còpies. El senzill més reeixit va ser el tercer senzill "Counting Stars", que va assolir el número dos del Billboard Hot 100, convertint-se en el seu èxit més alt des que "Apologize" també va assolir el seu èxit el 2007.